# Mariano de la Paz Graëlls y de la Aguera
Mariano de la Paz Graëlls y de la Aguera (Tricio, 1809 – Madrid, 1898) è stato un entomologo spagnolo noto per essere stato un pioniere nello studio dell'entomologia forense.

## Biografia
Graells nacque a Tricio, nella provincia di Logroño e morì a Madrid dove fu professore di zoologia. Fu anche direttore del Real Jardín Botánico de Madrid che riportò a nuova vita dopo un lungo periodo di abbandono.

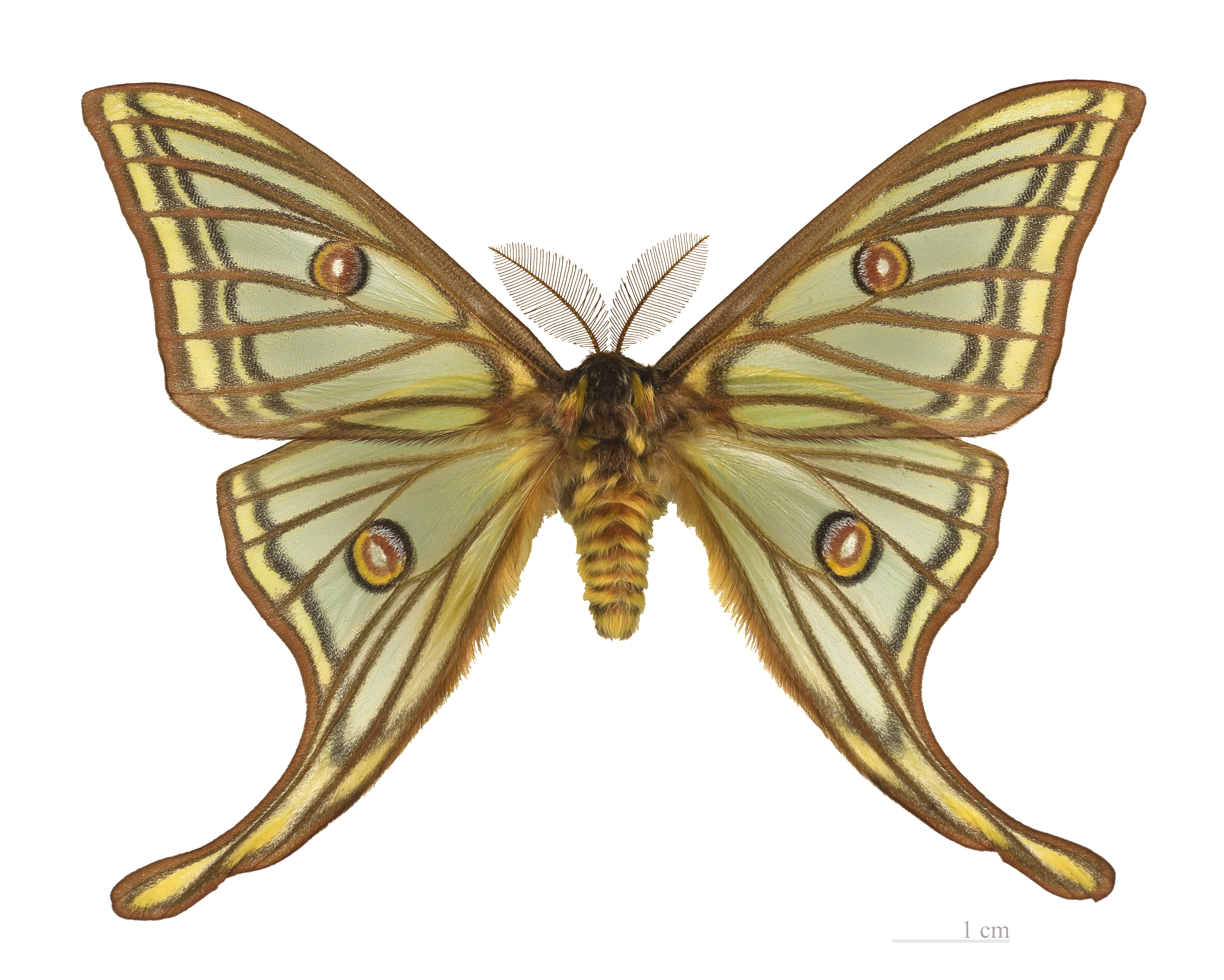
Maschio di Graellsia isabellae.

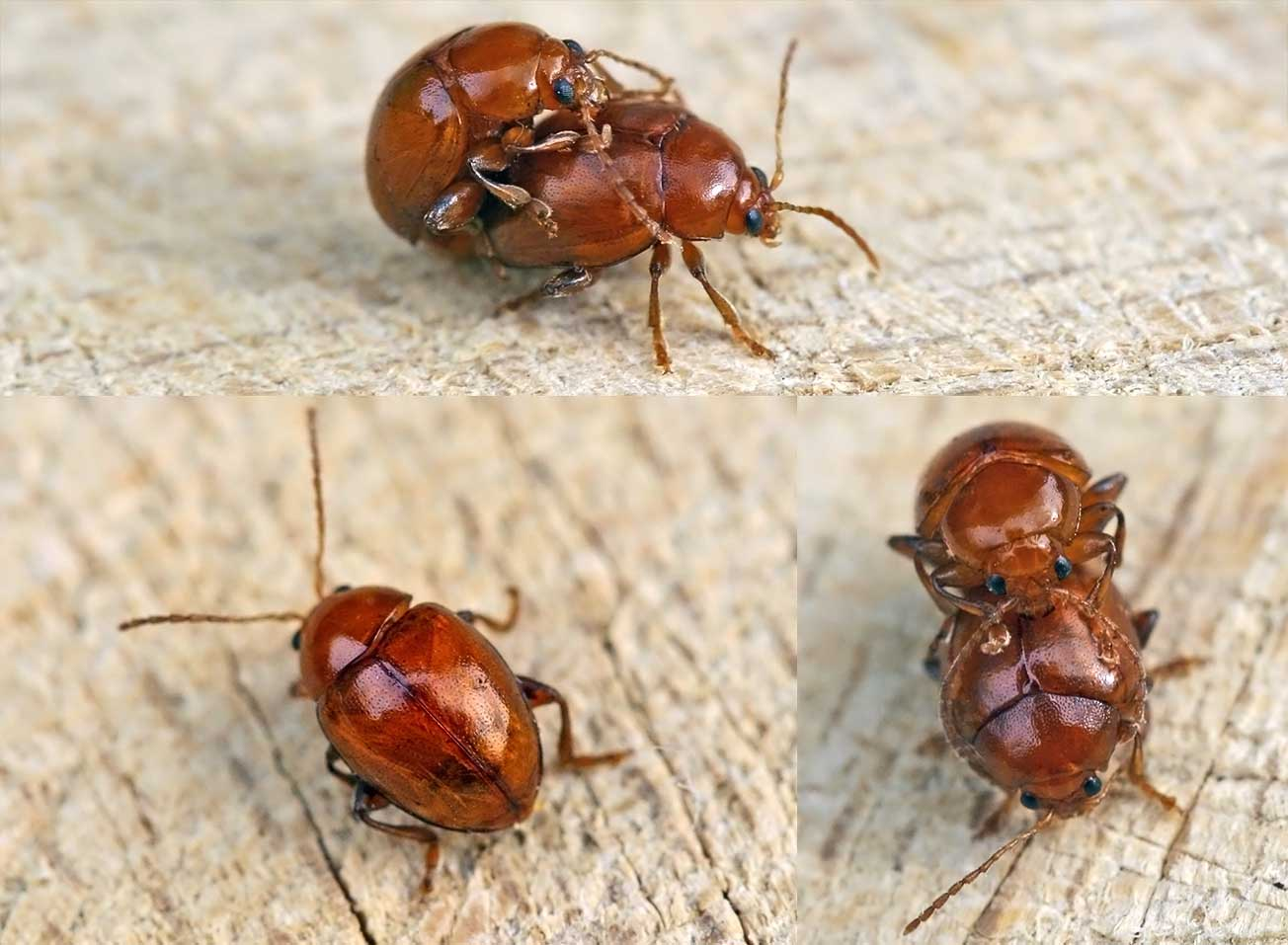
La Sphaeroderma rubidum venne descritta da Graells nel 1858 (Immagine ©Entomart.ins)

Da lui presero il nome il lepidottero saturnide Graellsia isabellae (farfalla luna spagnola) ed il primate cebide Saguinus graellsi (tamarino di Graells).

Identificò inoltre la sottospecie iberica di Tasso (Meles meles marianensis).

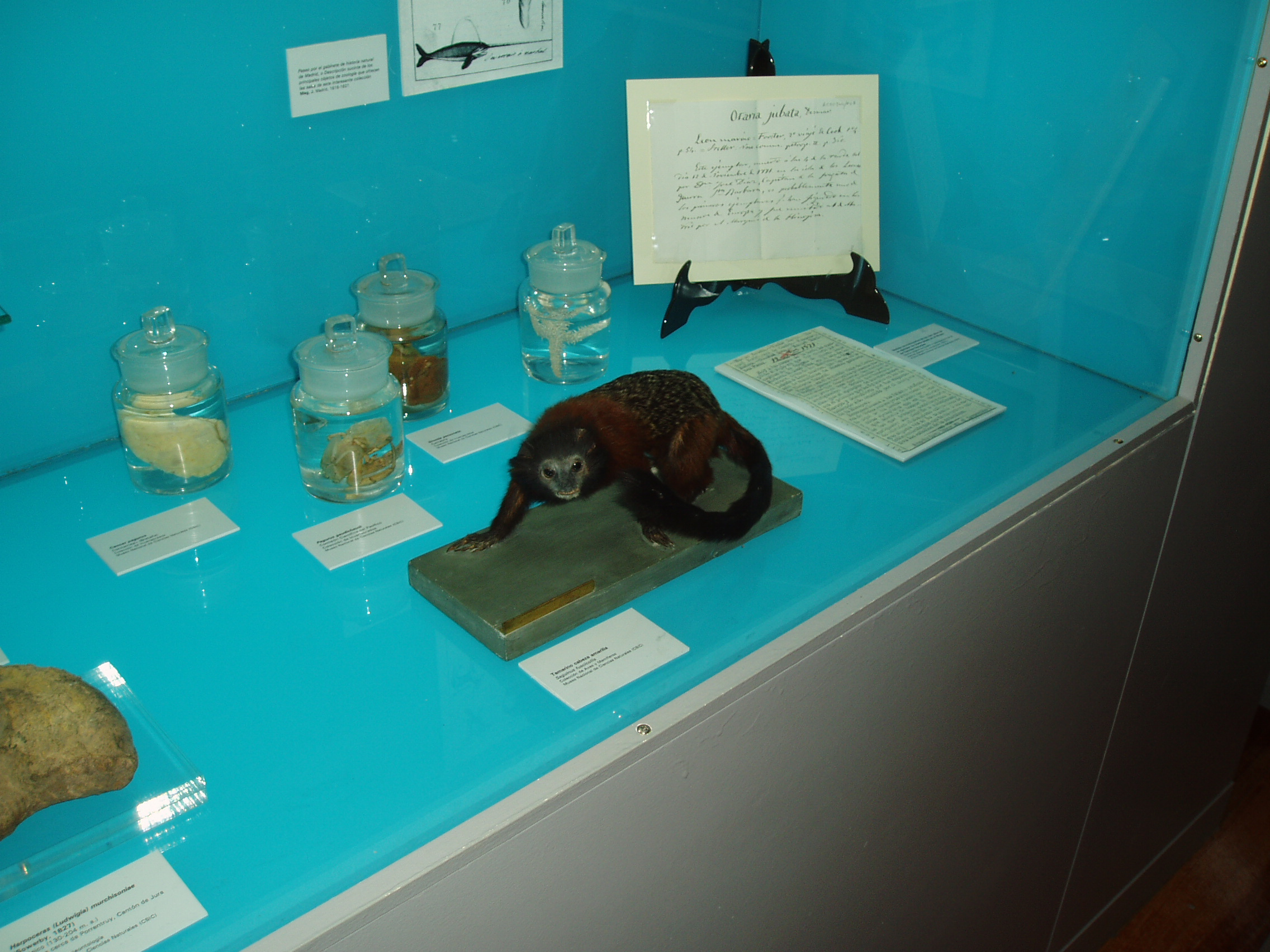
Vetrina nel Museo Nacional de Ciencias Naturales de Madrid, España-"Vita e opere di Graells"

| Graëlls è l'abbreviazione standard utilizzata per le specie animali descritte da Mariano de la Paz Graëlls y de la Aguera. Categoria:Taxa classificati da Mariano de la Paz Graëlls y de la Aguera |